# Josias (Waldeck-Wildungen)

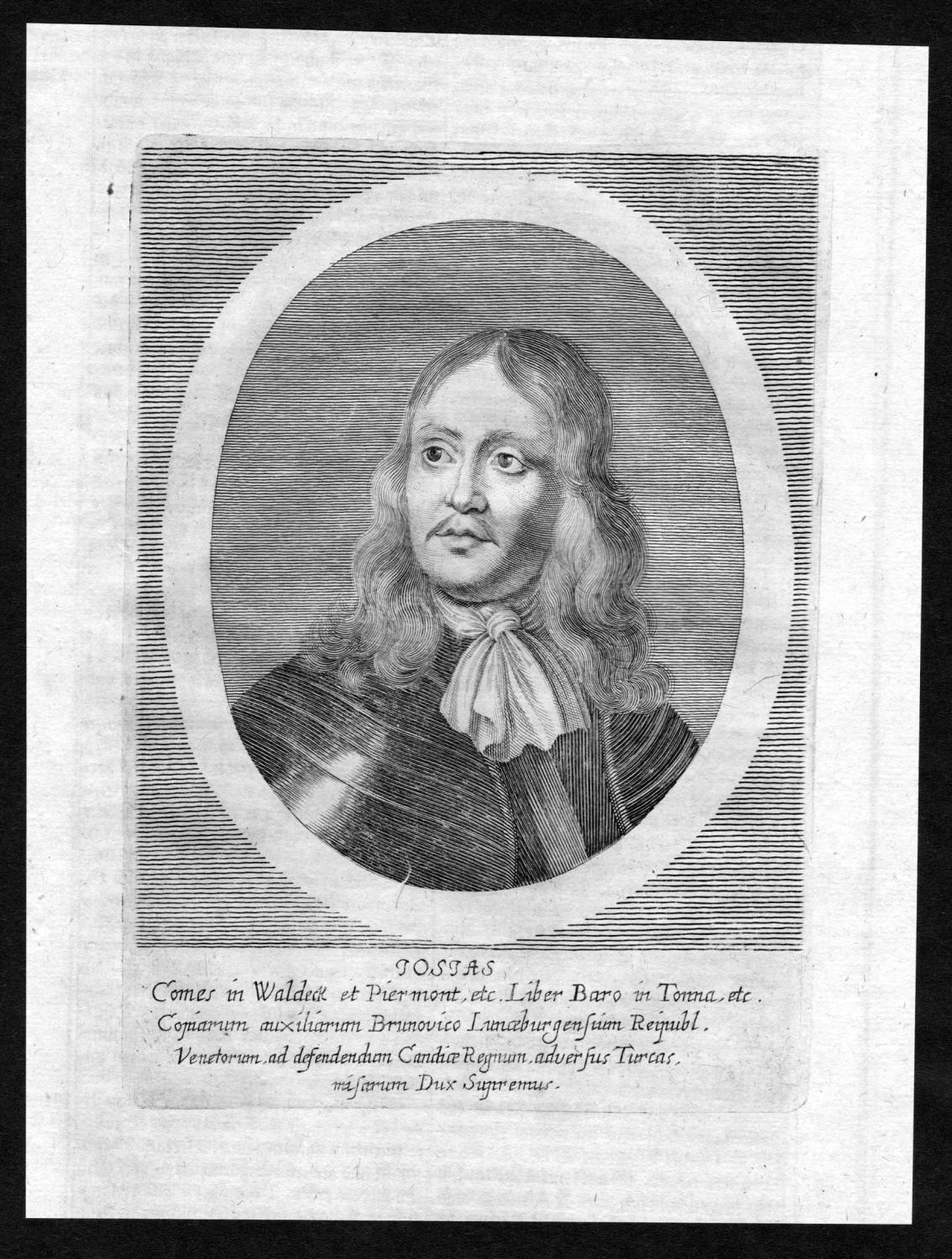
Josias von Waldeck

Josias von Waldeck (* 31. Juli 1636; † 29. Juli 1669 auf Kreta) war der zweite Sohn des Grafen Philipp VII. von Waldeck-Wildungen und dessen Frau Anna Katharina von Sayn-Wittgenstein. Damit entstammte er dem Haus Waldeck. Er wurde braunschweig-lüneburgischer Generalmajor und war ab 1660 Koregent im Amt Wildungen, später auch im Amt Wetterburg und im Amt Landau, seines Bruders Christian Ludwig (1635–1706), dem regierenden Grafen von Waldeck-Wildungen.

## Leben
Josias von Waldeck war zuerst in Diensten des Kurfürsten Friedrich Wilhelm von Brandenburg, wo er seine militärische Laufbahn als Kornett im Reiterregiment seines Onkels Georg Friedrich begann und 1655 zum Oberst der Infanterie avancierte und 1656 als Generalmajor in der Schlacht bei Warschau kämpfte. Danach stand er zeitweilig in schwedischen Diensten. Als kaiserlicher Generalfeldwachtmeister nahm am Türkenkrieg 1663/1664 teil, wobei er vor Fünfkirchen durch einen Pfeil verwundet wurde.
Als Herzog Georg Wilhelm im Herbst 1665 die Regierung des Herzogtums Lüneburg antrat, übernahm Josias von Waldeck als Generalmajor den Befehl über die Truppen des Herzogs, die aus vier Regimentern Kavallerie, zwei Regimentern Infanterie sowie Artillerie- und Gardeeinheiten bestanden. Im Spätherbst 1668 zog er mit 3300 Mann Lüneburger Truppen nach Venedig, um die Republik Venedig bei der Verteidigung der Insel Kreta gegen die Osmanen zu unterstützen. Am 28. März 1669 schiffte er sich in Venedig ein, und am 12. Mai landete er auf Kreta. Bei der Belagerung von Candia wurde Josias am 6. Juli 1669 durch einen Granatsplitter so schwer verletzt, dass er am 29. Juli an den Folgen der Verwundung starb. Der Leichnam wurde zuerst in der Katharinenkirche in Candia beigesetzt und dann nach Wildungen überführt. Im Jahr 1962 fand er seine letzte Ruhestätte in einer Gruft im westlichen Gewölbe der im Kloster Marienthal zu Netze.

## Schloss Friedrichstein
Im Jahre 1663 begann Josias, die 1200 von Graf Friedrich von Thüringen erbaute gotische Burg auf dem Burgberg von Altwildungen nach symmetrischem, französisch-barockem Vorbild zum Schloss Friedrichstein umzubauen. Sein Entwurf sah einen großen dreieckigen Gebäudekomplex mit zwei langen, spitz aufeinander zulaufenden Flügeln und einem kleinen verbindenden Flügel vor. Im Schnittpunkt der beiden Längsflügel war ein monumentaler Kuppelbau geplant. Bei seinem Tod waren der westliche Längsflügel und der Hauptbau fertiggestellt, ebenso das rustizierte Portal mit und das barocke Treppenhaus. Nach Josias‘ Tod ließ seine Witwe Wilhelmine einen noch stehengebliebenen älteren Flügel des Schlosses abreißen und einen neuen, wohl den Torflügel errichten. Der gotische Rundturm der mittelalterlichen Burg mit Haube und Laterne blieb jedoch erhalten. Josias’ Neffe, Graf Friedrich Anton Ulrich von Waldeck, nach dem das Schloss schließlich benannt wurde, ließ in den Jahren 1707 bis 1714 den Schlossbau renovieren und vollenden, indem er den Südflügel mit der davor liegenden Terrasse und die beiden kleineren Seitenflügel errichten ließ.

## Ehe und Nachkommen
Josias von Waldeck war seit 1659 mit Wilhelmine von Nassau-Siegen († 1707), Tochter des Grafen Wilhelm von Nassau-Siegen (1592–1642), vermählt. Das Paar hatte sechs Kinder, von denen aber nur Charlotte Johanna (13. Dezember 1664 – 1. Februar 1699) das Kindesalter überlebte. Sie heiratete am 2. Dezember 1690 Herzog Johann Ernst von Sachsen-Saalfeld (1658–1729).

## Grabmal
In der Evangelischen Stadtkirche von Bad Wildungen befindet sich sein 1674 von Heinrich Papen geschaffenes mächtiges Grabmal, über 10 m hoch und 6 m breit, mit einer Vielzahl aus Alabaster und Marmor geschaffenen Figuren und lebhaften Darstellungen. Ein Relief über der liegenden Gestalt des toten Grafen zeigt eine sehr detaillierte Kampfszene zwischen Christen und Muslimen einschließlich der beiderseitigen Befehlshaber. Vier freistehende, lebensgroßen Soldatenfiguren umstehen den gefallenen Grafen wie eine Totenwache, zwei Türken, ein deutscher Musketier und ein deutscher Reiteroffizier.